# 2003년 팀리그 결승전
2003년 팀리그 결승전(2003 Team League The Final)은 2003년에 치러진 팀리그의 결승전이다. 계몽사 KPGA 팀리그와 라이프존 KPGA 팀리그에서 치러진 결승전이다. 하지만, 계몽사 KPGA 팀리그는 차기 시즌 스폰서 이름인 라이프존 KPGA 팀리그 결승전으로 사용하였다.

## 중계 및 참가팀
- MBC게임이 단독 중계 하였다.

계몽사 KPGA 팀리그
- GO (정규시즌 1위팀) vs SouL (플레이오프 승리팀)

라이프존 KPGA 팀리그
- GO vs 한빛 스타즈

## 결과

### 계몽사배 KPGA 팀리그 결승전
| 2003년 6월 22일 |       |      |                        |
| GO              | 4 - 1 | SouL | 코엑스몰 영스퀘어 광장 |

| 순 | 선수      | 맵                 | 선수      |
| -- | --------- | ------------------ | --------- |
| 1  | 박태민 승 | Plains to Hill (D) | 패 나경보 |
| 2  | 강민 승   | Dark Sauron        | 패 한승엽 |
| 3  | 김근백 승 | Blade Storm 1.5    | 패 변은종 |
| 4  | 서지훈 패 | Lost Temple        | 승 박상익 |
| 5  | 이재훈 승 | Plains to Hill (D) | 패 조용호 |

### 라이프존 KPGA 팀리그 결승전
| 2003년 10월 11일 |       |             |                        |
| GO               | 4 - 1 | 한빛 스타즈 | 서울 세종대학교 대양홀 |

| 순 | 선수      | 맵                 | 선수      |
| -- | --------- | ------------------ | --------- |
| 1  | 김근백 승 | Dark Sauron        | 패 정재호 |
| 2  | 김근백 패 | Plains to Hill (D) | 승 변길섭 |
| 3  | 서지훈 승 | Enter the Dragon   | 패 변길섭 |
| 4  | 서지훈 승 | JRs Memory (J) 1.5 | 패 박정석 |
| 5  | 서지훈 승 | Dark Sauron        | 패 박경락 |